# Evelyn Waugh

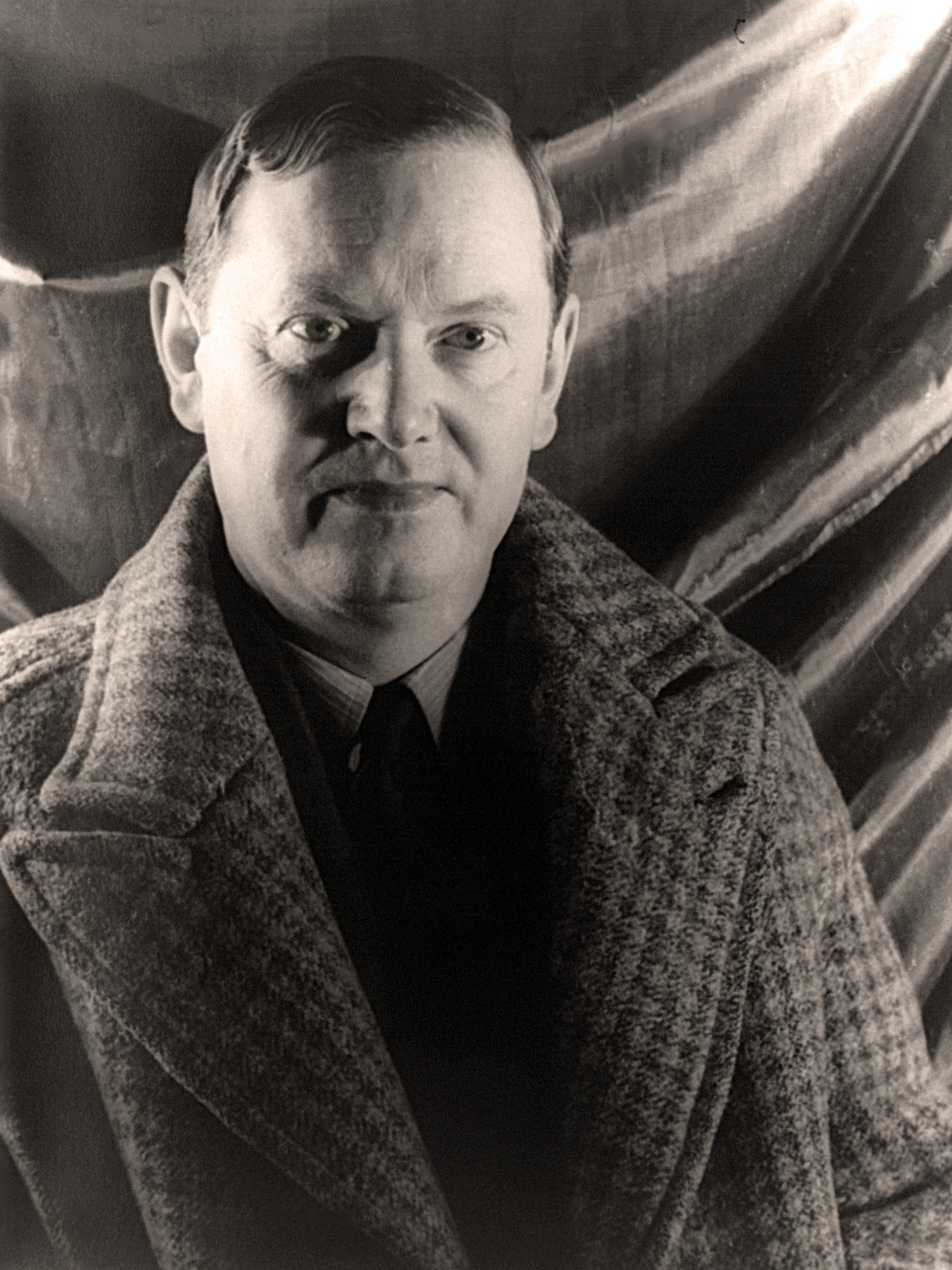
Evelyn Waugh 1940, Fotografie von Carl van Vechten

Arthur Evelyn St. John Waugh [ˈɑːθə ˈiːvlɪn ˈsɪndʒən wɔː] (* 28. Oktober 1903 in London; † 10. April 1966 in Taunton) war ein britischer Schriftsteller.
Mehrere seiner Romane gelten als Klassiker der englischen Literatur des 20. Jahrhunderts. Das Time-Magazin wählte Wiedersehen mit Brideshead und Eine Handvoll Staub zu den besten 100 englischsprachigen Romanen, die zwischen 1923 und 2005 veröffentlicht wurden. 2015 wählten 82 internationale Literaturkritiker und -wissenschaftler die satirischen Romane Scoop und Verfall und Untergang unter die bedeutendsten britischen Romane.

## Leben

### Familie und Kindheit
Evelyn Waugh war der jüngere Sohn des Verlegers und Schriftstellers Arthur Waugh und seiner Ehefrau Catherine Charlotte. Beide elterlichen Familien stammten ursprünglich aus Schottland. Arthur Waugh war im Jahr vor Evelyns Geburt Leiter des Verlages Chapman & Hall geworden, der einstmals die Werke von Charles Dickens herausgegeben hatte. Der Verlag war seitdem geschrumpft, die Familie verfügte über nur begrenzte finanzielle Mittel.

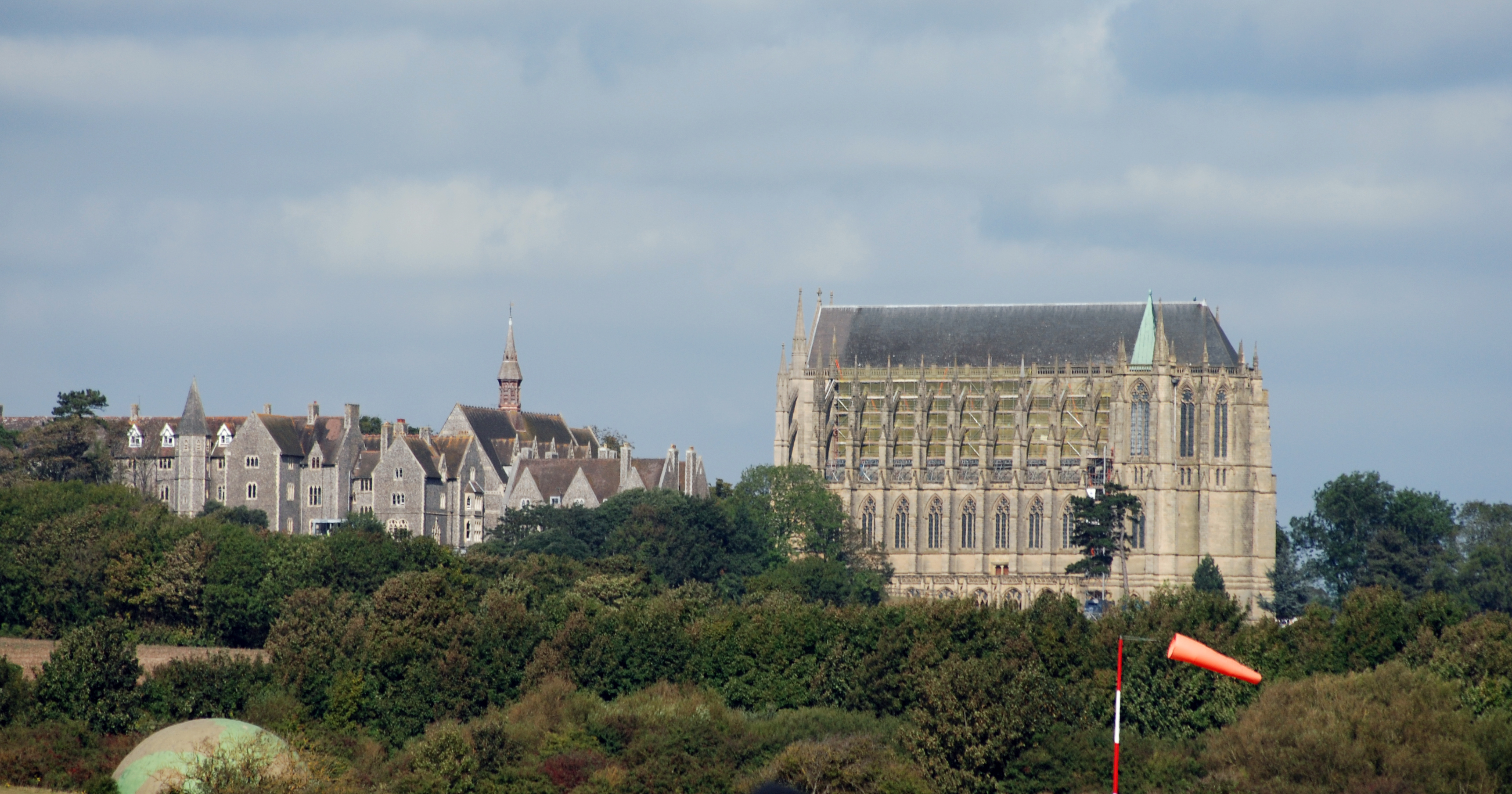
Lancing College, das Internat, das Evelyn Waugh besuchte

Arthur Waugh war früher Schüler der Sherborne School gewesen, ebenso Alec Waugh (1898–1981), der fünf Jahre ältere Bruder Evelyns, der ebenfalls Schriftsteller wurde. Alec war noch vor seinem Abschluss des Internats verwiesen worden und verarbeitete seine Schulzeit in dem 1917 erschienenen Roman The Loom of Youth. Das Werk, als dessen Handlungsort Sherborne School leicht auszumachen war, löste einen Skandal aus, da Alec darin homosexuelle Beziehungen unter Schülern angedeutet hatte. Das Internat weigerte sich daraufhin, seinen jüngeren Bruder aufzunehmen.:328 Daher besuchte Evelyn Waugh schließlich das Internat Lancing College, nachdem er zuvor Tagesschüler an einer vorbereitenden Schule im Londoner Stadtteil Hampstead gewesen war. Am Lancing College, an dem er seine Neigung zum Theologiestudium überprüfen wollte, fühlte er sich zunächst sehr unglücklich. Die Einschränkungen auf Grund des Ersten Weltkriegs waren deutlich spürbar, und es war an Internaten damals üblich, mit neuen Schülern besonders ruppig umzugehen. Lancing College gab ihm jedoch die Möglichkeit, seinen Interessen an Malerei und Kalligraphie nachzugehen, und Waugh wurde unter anderem Herausgeber des Schulmagazins. Am Ende seiner Schulzeit erhielt er ein Stipendium für das Hertford College der Universität Oxford.:329

### Studium und erste Veröffentlichungen
Waugh nahm im Januar 1922 ein Studium am Hertford College auf. Die Jahre dort empfand er als ausgesprochen glücklich. Er litt zwar zunächst unter dem zweifelhaften Ruf seines älteren Bruders, fand aber bald zahlreiche Freunde in den verschiedenen Colleges der Universitätsstadt. Das Leben mit seinen Freunden und der damit verbundene Alkoholgenuss spielten häufig eine größere Rolle als das Studium. Nach dessen Ende arbeitete Waugh als Lehrer an verschiedenen Internaten und Tagesschulen. Zwar war er bei seinen Schülern nicht unbeliebt, geriet jedoch häufig in Konflikte mit den jeweiligen Schulleitern. In seiner Autobiografie A Little Learning berichtete er, dass er sich als so ungeeignet für den Lehrerberuf empfand, dass er während seiner Zeit an einem Internat in Denbighshire sogar einen halbherzigen Selbstmordversuch unternommen habe.:329
Noch während seiner Zeit als Lehrer schrieb Waugh einen Essay über die Präraffaeliten, der 1926 als Privatdruck erschien und die Aufmerksamkeit des Verlagshauses Duckworth auf ihn lenkte. Der Verlag legte ihm nahe, ein Buch über Dante Gabriel Rossetti zu verfassen.:329  Im April 1927 gab Waugh seine Laufbahn als Lehrer auf und erwog ernsthaft, Kunsttischler zu werden. Im Dezember 1927 verlobte er sich mit Evelyn Gardner, der jüngsten Tochter des verstorbenen Lord Burghclere. Die Verlobung traf auf heftigen Widerstand der Mutter der Braut, da Evelyn Waugh weder über Einkommen noch eine Beschäftigung verfügte. 1928 erschien sein Buch über Rossetti und erhielt einige gute Besprechungen, löste aber seine finanziellen Probleme nicht. In dieser Lage verfasste Waugh den satirischen Roman Verfall und Untergang (engl. Originaltitel: Decline and Fall), der von seinen Erfahrungen als Schüler des Lancing College, als Student in Oxford und als Lehrer stark beeinflusst war. Der Verlag Duckworth verlangte einige Überarbeitungen, und schließlich wurde der Roman von Chapman und Hall angenommen. Sein Vater war an dieser Entscheidung nicht beteiligt. Er hätte vermutlich gezögert, im eigenen Verlag das Werk seines Sohnes zu veröffentlichen.:330
Der Roman war sofort ein großer Erfolg und erhielt zahlreiche positive Besprechungen, unter anderem von Arnold Bennett, einem damals sehr einflussreichen Kritiker und Schriftsteller.:330 Der Erfolg des Buchs beendete Waughs finanzielle Probleme. Im Juni 1928 heirateten er und Evelyn Gardner, ohne dass sie deren Mutter darüber informierten. Da Waugh und seine Frau denselben Vornamen trugen, nannten Freunde sie He-Evelyn und She-Evelyn („Er-Evelyn“ und „Sie-Evelyn“). Die Ehe wird als kurz und unglücklich beschrieben. Noch während Waugh an dem Roman Lust und Laster (Vile Bodies) arbeitete, einer karikierenden Darstellung der englischen Partygesellschaft der 1920er Jahre, die 1930 erschien und ein großer Verkaufserfolg wurde, begann seine Ehefrau Affären mit anderen Männern. Bereits 1930 wurde die Ehe geschieden. Die Trennung von Evelyn Gardner beschrieb Waugh in A Handful of Dust (1934).
Nach der Trennung bereiste er 1929 einige Mittelmeerländer, u. a. auch Ägypten. Darüber berichtete er in Labels (1930).

### Konversion und Etablierung als Schriftsteller

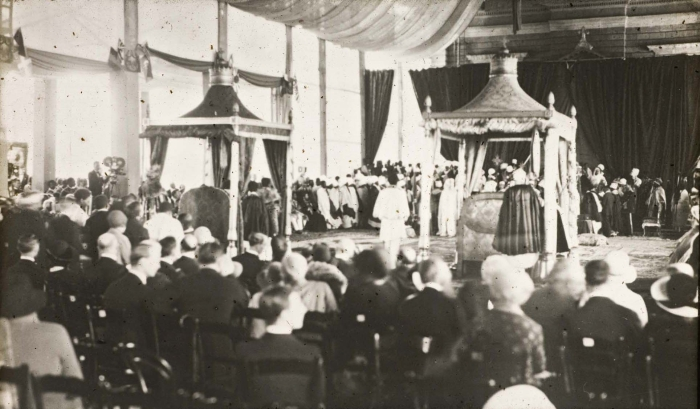
Krönung Haile Selassies. Der Aufenthalt Waughs in Abessinien war Inspiration für die beiden Romane Black Mischief und Scoop

Im Jahr 1930 konvertierte Waugh zum Katholizismus, obwohl er befürchten musste, dadurch kein zweites Mal heiraten zu können.:330 Doch 1936 gab die Kirche seinem drei Jahre zuvor gestellten Antrag auf Annullierung seiner ersten Ehe statt. Dies ermöglichte es ihm, im Jahre 1937 die ebenfalls katholische Laura Herbert zu heiraten. Aus der Ehe mit ihr, die bis zu seinem Tod hielt, gingen sieben Kinder hervor, von denen eines im Kindesalter starb. Sein ältester Sohn, Auberon Waugh (1939–2001), sollte später ein bekannter Journalist und Kolumnist werden.
Nach der Scheidung von seiner ersten Frau und der Konversion wurde Waugh gesellschaftlich zunehmend isoliert. Einer seiner wenigen Freunde war der Schriftsteller Graham Greene, auch er ein katholischer Konvertit, dessen erste Ehe annulliert wurde. Waugh hatte sich damals als Schriftsteller etabliert, arbeitete in den 1930er Jahren aber auch als Korrespondent. So berichtete er 1930 aus Abessinien über die Krönung von Haile Selassie und im August 1935 war er als Korrespondent des Daily Mail vor Ort, um über den drohenden Angriffs- und Eroberungskrieg durch das faschistische Italien zu berichten. In seinem Vorwort zu Scoop schreibt Waugh über seine dortige Tätigkeit:

„Ich hatte kein großes Talent dafür, studierte aber mit großem Vergnügen die Schrullen und Ausschweifungen meiner Kollegen. Die geographische Lage Ishmaelias, nicht aber die Staatsordnung, stimmt mit der Abessiniens überein, und das Leben der Journalisten in Jacksonburg entspricht in etwa dem von Addis Abeba im Jahr 1935.“

Die Erfahrungen in Afrika verarbeitete er in den Romanen Schwarzes Unheil (Black Mischief, 1932) über einen fiktiven afrikanischen Staat, in dem die fragwürdigen Segnungen der modernen Zivilisation eingeführt werden sollen, und Scoop (1938). Seine Reiseerlebnisse flossen in mehrere Berichte ein: in Befremdliche Völker, seltsame Sitten (Remote People, 1931), Waugh in Abyssinia (1936) und Ninety-Two Days. The Account of a Tropical Journey Through British Guiana and Part of Brazil (1934). Letzterer basierte auf einer Reise nach Südamerika in den Jahren 1932/1933. In diesen Büchern beschreibt er bizarre, unverständliche Welten.

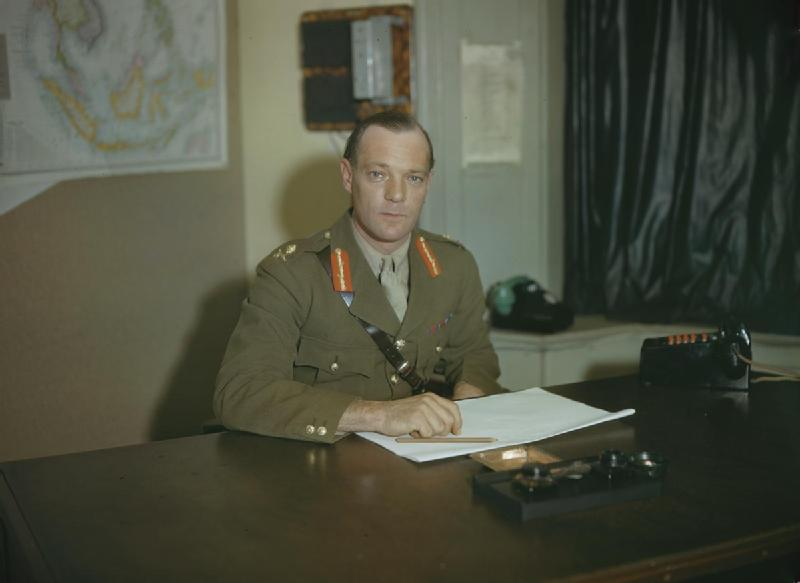
R. Laycock im Jahr 1943. Laycock war zeitweilig vorgesetzter Offizier von Waugh

Als 1939 der Krieg ausbrach, gehörte Waugh wie Henry Green und Virginia Woolf zu den meistbeachteten britischen Autoren. Seine Biografie über Edmund Campion (1935) hatte ihm den Hawthornden-Preis eingebracht.:331 Er besaß ein Landhaus in Gloucestershire und hatte eine Familie gegründet. Aber da er noch jung genug für den Militärdienst war und ihm bewusst war, dass eine Zivilaufgabe wenig Stoff für schriftstellerische Werke liefern würde, bemühte er sich sofort um eine Offiziersstelle. Mit großer Mühe gelang ihm der Eintritt bei den Royal Marines und er wurde 1941 in den Nahen Osten versetzt. Während der Luftlandeschlacht um Kreta diente er als persönlicher Adjutant von Robert Laycock, dem Kommandeur einer Kommandoeinheit. 1942 wechselte er zu den Royal Horse Guards der British Army. Gegen Ende des Krieges war er Verbindungsoffizier zu den jugoslawischen Partisanen. Sein Biograf Douglas Woodruff hielt fest, dass seine Vorgesetzten den Umgang mit ihm wegen seiner Skepsis schwierig fanden und Waugh auch bei den Soldaten, die unter ihm dienten, nie sonderlich beliebt war.:331
Die Kriegserfahrung prägt den satirischen Roman Mit wehenden Fahnen (Put out more flags, 1942), dessen Protagonist Basil Seal alle Möglichkeiten der frühen Kriegsjahre nutzt, um sein eigenes Fortkommen zu sichern. Während des Kriegs entstand auch der Roman Wiedersehen mit Brideshead (1945), der zum Bestseller wurde und ihn nun auch in den USA sehr bekannt machte.:331 Der Ton in diesem Buch ist ernster geworden; anstelle der früheren amoralischen, fest anarchistischen Haltung tritt die Bedeutung der Religion nun deutlicher hervor. 1947 besuchte Evelyn Waugh Hollywood, um dort eine Verfilmung des Buchs zu diskutieren. Dazu kam es aber nicht, da Waugh nicht bereit war, die vom Studio gewünschten Änderungen vorzunehmen.:332 Die Reise inspirierte Waugh jedoch zu einem weiteren Roman. Fasziniert von dem in Kalifornien typischen Umgang mit Toten und der dortigen Bestattungsindustrie, schrieb er den Roman Tod in Hollywood (The Loved One, 1948), einen sehr heiteren und ebenfalls sehr erfolgreichen Roman, der von dem Friedhof Forest Lawn Memorial Park inspiriert war. Der britische Publizist Cyril Connolly widmete dem Vorabdruck des Werks eine komplette Ausgabe seiner Monatszeitschrift Horizon.

### Die letzten Lebensjahre

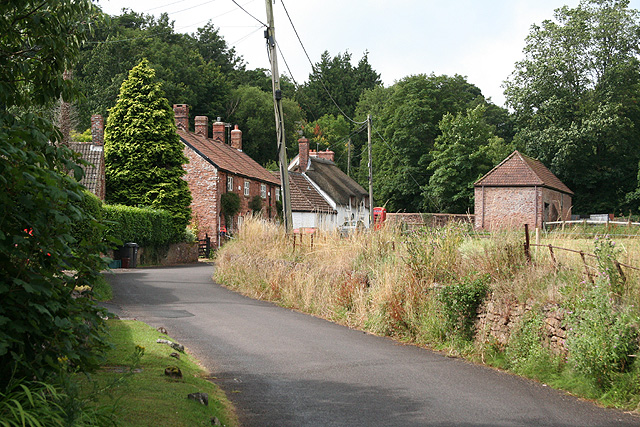
Seit 1956 lebte Waugh mit seiner Familie im Dorf Combe Florey in Somerset

Als dezidiert Konservativer fand Waugh die Nachkriegszeit in Großbritannien wegen der Lebensmittel- und Devisenbewirtschaftung, der Verstaatlichung wichtiger Industriezweige und dem Ausbau des Sozialstaates kaum erträglich. Wie sehr er den Umbau der britischen Gesellschaft ablehnte, verdeutlichte er 1946 in seinem Essay What to Do with the Upper Classes (Was tun mit der Oberklasse). Darin schlug er ironisch vor, man möge die britische Aristokratie und die unverbesserlichsten Mitglieder der Mittelschicht in Reservate einsperren. Ähnliche Ansichten prägen den Roman ...und neues Leben blüht aus den Ruinen (Love Among the Ruins, 1953), eine Dystopie, in deren Gesellschaft unfähige Politiker, unproduktive Arbeiter und unfähige Bürokraten den Ton angeben. Der Staat ist zum Gottesersatz geworden, der Mensch auf eine bloße Nummer reduziert. Liebe gibt es nicht mehr und der beliebteste Service des Wohlfahrtsstaats ist die Euthanasie, die deswegen viele Menschen wählen, weil sie der Langeweile ihres Lebens entkommen wollen. Auch die Verhältnisse in den USA wurden von Waugh karikiert: The Loved One (1948) ist eine makabre Satire auf die Auswüchse des amerikanischen Bestattungsgewerbes und den Infantilismus, den er in diesem Land überall erkennt.
Im Jahr 1950 erschien der einzige historische Roman von Waugh. Sein Thema ist das Leben der Titelheldin Helena, der Mutter des römischen Kaisers Konstantin des Großen. Waugh verwandte große Sorgfalt auf dieses Buch. Nach Ansicht von Douglas Woodruff zählen zahlreiche Passagen dieses Romans zu den stilistisch besten, die Waugh je verfasst hat.:332 Evelyn Waugh hielt über diesen Roman fest, dass ein Leser ihn mindestens dreimal lesen solle, um den Inhalt vollständig zu erfassen.:332
Die von seinen Kriegserfahrungen geprägte Trilogie Ohne Furcht und Tadel (engl. Sword of Honour) erschien zwischen 1952 und 1961. Der erste Band Men At Arms basiert auf Waughs Erfahrungen bei den Royal Marines und wurde mit dem James Tait Black Memorial Prize ausgezeichnet. Officers and Gentlemen ist von seinem Einsatz während der Schlacht um Kreta beeinflusst. Der letzte Band Unconditional Surrender dagegen ist von Waughs Erlebnissen in Jugoslawien geprägt. Der dortige Einsatz an der Seite von Randolph Frederick Churchill gehörte zu seinen letzten während des Zweiten Weltkrieges. Waugh empfand es als eine bittere Ironie, im Kampf gegen das faschistische Deutschland und seine Verbündeten mit Titos Partisanen zusammenarbeiten zu müssen und so dazu beizutragen, dass katholische Kroaten und Slowenen unter die Herrschaft eines intoleranten kommunistischen Regimes gerieten.:332
Obwohl Waugh eine Zeitlang erwog, mit seiner Familie nach Irland auszuwandern, erwarb er 1956 mit Combe Florey House bei Taunton in Somerset einen großen Landsitz, den er im Stile der viktorianischen Zeit einrichtete. Es blieb bis zu seinem Lebensende sein Zuhause, auf das er sehr stolz war.:333 1957 starb sein langjähriger Freund, der Theologe Ronald Knox, nach langer schwerer Krankheit. Waugh war sein Testamentsvollstrecker und nahm es auf sich, eine Biografie über Knox zu verfassen, zu deren Recherchen er unter anderem ins damalige Rhodesien reiste. Dies führte unter anderem zu seinem letzten Reisebericht A Tourist in Africa (1960), in dem Waugh festhielt:

„So wie glücklichere Menschen Vögel beobachten, so beobachte ich Menschen. Sie sind weniger attraktiv, aber deutlich unterschiedlicher.“

Auslandsreisen unternahm er ansonsten immer seltener, allerdings reiste er 1961/1962 in Begleitung seiner Tochter Margaret ein weiteres Mal nach Südamerika. Er litt zunehmend unter Taubheit und bereits vor seinem 60. Geburtstag empfand er sich als alten Mann.:333 Die innerkirchlichen Reformen des Zweiten Vatikanischen Konzils nahm er mit großer Trauer zur Kenntnis. Waugh starb plötzlich im Alter von 62 Jahren am Ostersonntag des Jahres 1966, nachdem er kurz zuvor noch einer katholischen Messe nach altem Ritus beigewohnt hatte.:334

## Werk

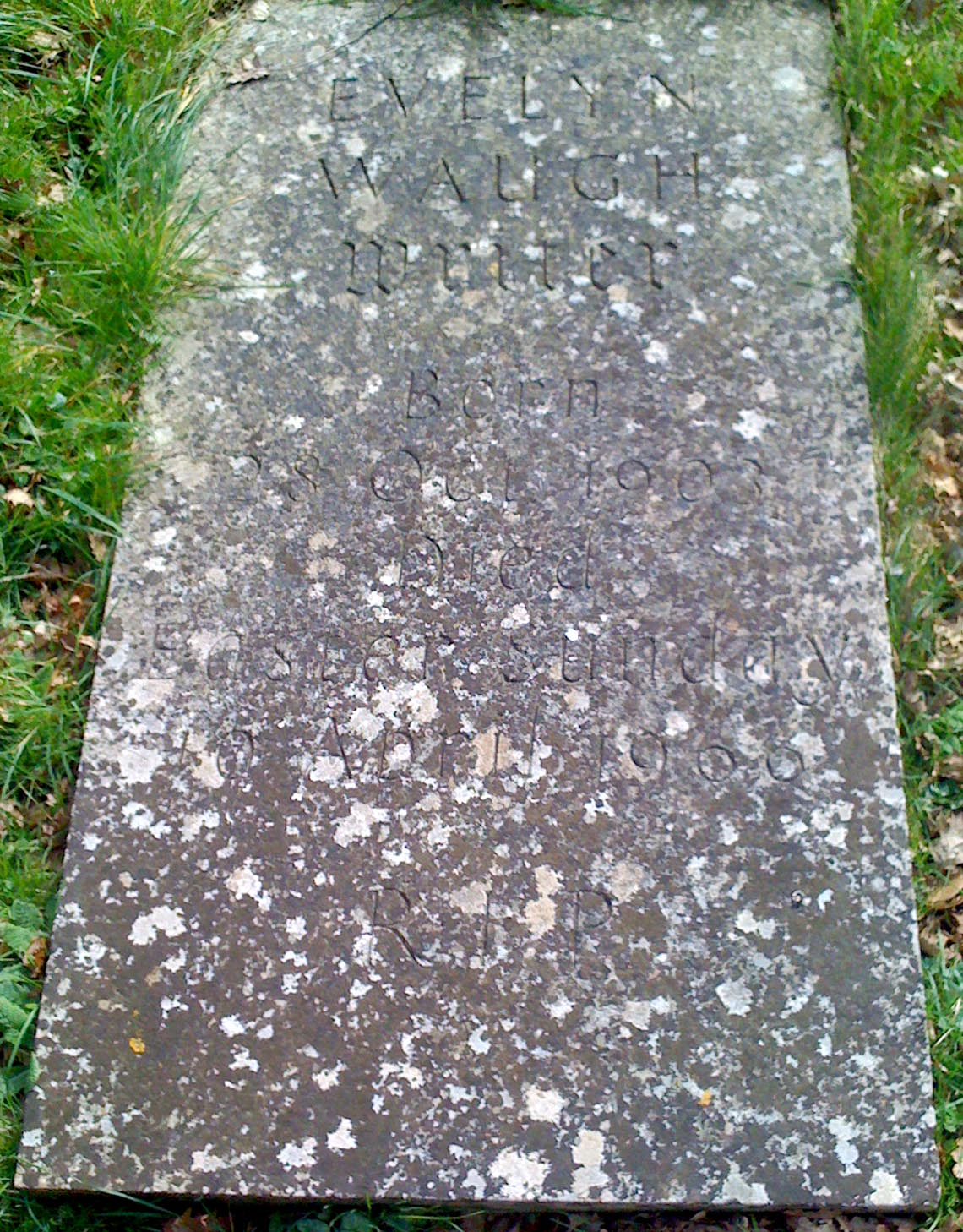
Waughs Grab

Waugh war als schnell erfolgreicher Schriftsteller Mitglied der jungen, verwöhnten Upper Class in den 1920er Jahren. Er hatte ein besonderes Interesse an Bildender Kunst (sein erstes Buch war eine Biographie Dante Gabriel Rossettis, und seine Novelle Love Among the Ruins illustrierte er selbst).
Waugh hatte ein besonderes Gespür für Dialoge, von denen sich manche über zwei Seiten hinziehen. Geschätzt war sein makabrer Humor. In Black Mischief verzehrt der Anti-Held aus Versehen seine Geliebte, und The Loved One spielt in der US-amerikanischen Bestattungsindustrie. Waugh beeinflusste zahlreiche Schriftsteller wie Muriel Spark sowie den späteren Literaturnobelpreisträger V. S. Naipaul, der als junger Mann schreiben wollte wie Waugh. Der britische Regisseur Stephen Fry verfilmte unter dem Titel Bright young things Waughs Roman Vile Bodies, in dem ein Klatschreporter seine Spalte im „Daily Excess“ mit erfundenen Sensationen füllt und seine Heiratspläne von seiner sich oft stündlich verändernden Situation abhängig macht. In dieser Gesellschaft ist nichts mehr stabil. Konventionen sind hohl, Titel nur noch Dekoration und Tauschbeziehungen beherrschen das soziale und private Leben. Waugh beschreibt diese Verhältnisse mit einer „Mischung aus Abscheu und belustigter Faszination“.
Internationale Popularität erlangte Waugh durch die Verfilmung seines Romans Wiedersehen mit Brideshead. Die Miniserie des britischen Fernsehens mit Jeremy Irons und Laurence Olivier von 1981 wurde ein Welterfolg. Seither wurden auch Vile Bodies und A Handful of Dust verfilmt – letzterer mit Alec Guinness, der Waugh bewunderte. Bereits früher gab es eine Filmfassung von The Loved One mit Rod Steiger und John Gielgud unter der Regie von Tony Richardson.
Im Lexikon der Weltliteratur wird er als radikalkonservativer Zyniker und Kulturpessimist beschrieben, der „in kühler, kunstvoller Prosa mit Witz und oft überdeutlicher, farcenhafter Satire die Kuriositäten des modernen Lebens enthüllt. Waugh möchte den modernen Menschen hinweisen auf die Sinnlosigkeit seines Tuns, die Fragwürdigkeit eines absurd-phantastischen und chaotischen Daseins.“

## Werke

### Romane
- 1928 Decline and Fall
  - Auf der schiefen Ebene, dt. von Hermen von Kleeborn. Die Arche, Zürich 1953
  - Neuübersetzung: Auf der schiefen Ebene, dt. von Ulrike Simon. Diogenes, Zürich 1984, ISBN 3-257-21173-2
  - zweite Neuübersetzung: Verfall und Untergang, dt. von Andrea Ott. Diogenes, Zürich 2014, ISBN 978-3-257-24381-9
- 1930 Labels: A Mediterranean Journal
- 1930 Vile Bodies
  - ...aber das Fleisch ist schwach, dt. von Hermen von Kleeborn. Herold, Wien 1951
  - Neuübersetzung: Lust und Laster, dt. von Ulrike Simon. Diogenes, Zürich 1984, ISBN 3-257-21174-0
  - zweite Neuübersetzung: Lust und Laster, dt. von Pociao. Diogenes, Zürich 2015, ISBN 978-3-257-24383-3
- 1932 Black Mischief
  - Schwarzes Unheil, dt. von Lucy von Wangenheim. Bastei, Berlin, Wien 1938
  - Die schwarze Majestät, gleiche Übersetzung. Kiepenheuer & Witsch, Köln 1954
  - Neuübersetzung: Schwarzes Unheil, dt. von Irmgard Andrae. Diogenes, Zürich 1986, ISBN 3-257-21402-2
- 1934 A Handful of Dust
  - Eine Handvoll Staub, dt. von Lucy von Wangenheim. Bondi, Berlin 1936
  - Neuübersetzung: Eine Handvoll Staub, dt. von Matthias Fienbork. Diogenes, Zürich 1986, ISBN 3-257-21348-4
  - zweite Neuübersetzung: Eine Handvoll Staub, dt. von Pociao. Diogenes, Zürich 2014, ISBN 978-3-257-24382-6
- 1938 Scoop. A Novel About Journalism
  - Die große Meldung, dt. von Elisabeth Schnack. Die Arche, Zürich 1953
  - Der Knüller, gleiche Übersetzung. Diogenes, Zürich 1988, ISBN 3-257-21176-7
  - Scoop, gleiche Übersetzung. Diogenes, Zürich 2014, ISBN 978-3-257-24274-4
- 1942 Put Out More Flags
  - Mit Glanz und Gloria, dt. von Matthias Fienbork. Diogenes, Zürich 1987, ISBN 3-257-21465-0
  - Neuausgabe als: Mit wehenden Fahnen, dt. von Matthias Fienbork. Diogenes, Zürich 2015, ISBN 978-3-257-24308-6
- 1945 Brideshead Revisited
  - Wiedersehen mit Brideshead. Die heiligen und profanen Erinnerungen des Hauptmanns Charles Ryder, dt. von Franz Fein. Amstutz & Herdeg, Zürich 1947
  - Neuübersetzung: Wiedersehen mit Brideshead. Die heiligen und profanen Erinnerungen des Captain Charles Ryder, dt. von Pociao. Diogenes, Zürich 2013, ISBN 978-3-257-24319-2
- 1946 Scott King’s Modern Europe (auch als: A Sojourn in Neutralia)
  - Ferien in Europa, dt. von Ossip Kalenter. Die Arche, Zürich 1950
  - Neuübersetzung: Scott-Kings moderne Welt. Erzählung, dt. von Otto Bayer. Diogenes, Zürich 2014, ISBN 978-3-257-24275-1
- 1947 Wine in Peace and War
- 1948 The Loved One
  - Tod in Hollywood, dt. von Peter Gan. Die Arche, Zürich 1950
  - Neuübersetzung: Tod in Hollywood. Eine anglo-amerikanische Tragödie, dt. von Andrea Ott. Diogenes, Zürich 2015, ISBN 978-3-257-06947-1
- 1950 Helena
  - Helena, dt. von Peter Gan. Die Arche, Zürich 1951; Neuausgabe: Diogenes, Zürich 2016, ISBN 978-3-257-24339-0
- 1952–1961 Sword of Honour – Trilogie über den Zweiten Weltkrieg: Men At Arms (1952), Officers and Gentlemen (1955) und Unconditional Surrender (1961).
  - Ohne Furcht und Tadel, dt. von Werner Peterich. Knaus, Hamburg 1979, ISBN 3-8135-0680-0; durchgesehene Neuauflage bei Diogenes, Zürich 2016, ISBN 978-3-257-06965-5
- 1953 Love Among the Ruins. A Romance of the Near Future
  - …und neues Leben blüht aus den Ruinen. Eine Liebesgeschichte aus der nahen Zukunft, dt. von Elisabeth Schnack. Die Arche, Zürich 1955
- 1957 The Ordeal of Gilbert Pinfold
  - Gilbert Pinfolds Höllenfahrt. Ein Genrebild, dt. von Helmut Hilzheimer. Desch, Wien 1958
  - Neuübersetzung: Gilbert Pinfolds Höllenfahrt, dt. von Irmgard Andrae. Diogenes, Zürich 1987; Neuausgabe 2016, ISBN 978-3-257-24340-6

### Reiseliteratur
- 1930 Labels. A Mediterranean Journal
- 1931 Remote People
  - Befremdliche Völker, seltsame Sitten, dt. von Matthias Fienbork. Eichborn, Frankfurt am Main 2007, ISBN 978-3-8218-4761-0 (Die Andere Bibliothek, Band 270)
  - Neuausgabe: Diogenes, Zürich 2018, ISBN 978-3-257-07026-2
- 1934 Ninety-Two Days. The Account of a Tropical Journey Through British Guiana and Part of Brazil
- 1936 Waugh in Abyssinia
- 1939 Robbery Under Law (US-Titel: Mexico: an Object-Lesson)
- 1946 When the Going Was Good
  - Als das Reisen noch schön war, dt. von Rose Grässel. Claassen & Goverts, Hamburg 1949
- 1952 The Holy Places
- 1960 A Tourist in Africa

### Biografisches und Autobiografisches
- 1928 Rosetti: His Life and Works
- 1935 Edmund Campion. Jesuit and Martyr
  - Saat im Sturm. Lebensbild des Edmund Campion aus der Zeit Elisabeths von England, dt. von H. H. von Vogt, Kösel-Pustet, München 1938
  - Edmund Campion. Jesuit und Blutzeuge, dt. von Heinrich Fischer. Kösel, München 1954
- 1959 The Life of the Right Reverend Ronald Knox
  - Ronald Knox. Biographie, dt. von Hugo Maria Kellner. Echter, Würzburg 1965
- 1964 A Little Learning. The First Volume of an Autobiography
- 1979 The Diaries of Evelyn Waugh 1919–1965
- 1980 The Letters of Evelyn Waugh 1914–1966

### Deutschsprachige Sammlungen der Erzählungen
- Kleiner Abendspaziergang. Erzählungen, dt. von Elisabeth Schnack und Ursula von Wiese. Sanssouci, Zürich 1959
- Wer zuerst kommt, mahlt zuerst, dt. von Otto Bayer. Diogenes, Zürich 1985, ISBN 3-257-21277-1
- Charles Ryders Tage vor Brideshead, dt. von Otto Bayer. Diogenes, Zürich 1985, ISBN 3-257-21276-3
- Ausflug ins wirkliche Leben und andere Meistererzählungen. Diogenes, Zürich 2013, ISBN 978-3-257-24436-6

## Rezeption
Peter Gabriel spielt in seinem Text des Liedes Games Without Frontiers von 1980 „Adolf builds a bonfire/Enrico plays with it“ (=„Adolf baut ein Lagerfeuer/Enrico spielt damit“) auf Zeilen aus Evelyn Waughs Tagebuch zum V-J Day „Randolph built a bonfire and Auberon fell into it“ (=„Randolph baute ein Lagerfeuer und Auberon fiel hinein.“) an.

## Verfilmungen (Auswahl)
- 1965: Tod in Hollywood (The Loved One) – Regie: Tony Richardson
- 1967: Sword of Honour (Fernseh-Trilogie), mit Edward Woodward als Guy Crouchback
- 1968: Decline and Fall… of a Birdwatcher  (basierend auf dem Roman Decline and Fall) – Regie: John Krish
- 1972: Scoop (Fernsehserie, sieben Folgen)
- 1981: Wiedersehen mit Brideshead (Brideshead Revisited, Fernsehmehrteiler)
- 1987: Scoop – Sensationsnachricht (Scoop) (Fernsehfilm) – Regie: Gavin Millar
- 1988: Eine Handvoll Staub (A Handful of Dust) – Regie: Charles Sturridge
- 2001: Sword of Honour (TV-Miniserie) – Regie: Bill Anderson, mit Daniel Craig als Guy Crouchback
- 2003: Bright Young Things – Regie: Stephen Fry (basierend auf dem Roman Vile Bodies)
- 2008: Wiedersehen mit Brideshead (Brideshead Revisited) – Regie: Julian Jarrold
- 2017: Decline and Fall (Fernseh-Dreiteiler) – Regie: Guillem Morales, mit Jack Whitehall, David Suchet und Eva Longoria

Obgleich er selbst durchaus Kinogänger war, zeigte sich Waugh skeptisch, ob man seine Werke gut in einem Film übersetzen könne. Es gab lukrative Angebote aus Hollywood – 1947 bei Metro-Goldwyn-Mayer für Brideshead Revisited, 1957 für Scoop –, doch beide Male gab er die Rechte nach detailreichen Verhandlungen nicht heraus. Ironischerweise wurde die erste bedeutende Verfilmung eines Werkes von Waugh ein Jahr vor seinem Tod The Loved One, eine beißende Kritik unter anderem an der Filmindustrie, zu der er während seiner Verhandlungen mit MGM um Brideshead Revisited inspiriert wurde.